# Il ritorno di Teseo
Il ritorno di Teseo (The Bull from the Sea) è un romanzo storico scritto da Mary Renault, pubblicato nel 1962, seguito del precedente Il re deve morire del 1958.
Il romanzo racconta la storia del mitologico eroe greco Teseo, a partire dal suo ritorno da Creta. 

## Edizioni italiane
- Il ritorno di Teseo, traduzione di Luisa Nera, Collana Scrittori di tutto il mondo, Milano, Corbaccio, 1995,  p. 320, ISBN 978-88-797-2167-7. - Collana Teadue, Milano, TEA, 1997, ISBN 978-88-781-8149-6; Collana Narrativa, Roma, Castelvecchi, 13 maggio 2015, ISBN 978-88-694-4147-9; Collana Oscar Moderni, Milano, Mondadori, 2024, ISBN 978-88-047-6279-9.